# Xivita comuna
La xivita comuna o xerlovita (Tringa ochropus) coneguda a les Balears amb el nom de becassineta, és un ocell no nidificant als Països Catalans, però comú a l'època de pas durant les migracions.

## Morfologia
Malgrat que el seu port general recorda el de la gamba roja comuna, es diferencien bé en vol pel color negre sota les ales, les potes fosques i el ventre blanc de la xivita.

## Costums
Sol trobar-se solitària i arriba durant el mes de març fins al maig i d'octubre a novembre, per bé que alguns exemplars resten als Països Catalans durant l'hivern ocupant zones humides d'aigua dolça com ara els arrossars.